# Шиллер Микола Миколайович
Мико́ла Микола́йович Ши́ллер (* 1 (13) березня 1848, Москва — † 10 (23) листопада 1910, Санкт-Петербург) — фізик, педагог, засновник Київського фізико-медичного товариства (14 років був його головою, по ньому — завідувач кафедри шкірних хвороб, професор М. І. Стуковенков) — проіснувало 20 років. Нагороджений орденами Св. Станіслава 1-го ступеня, Св. Володимира 3-го ступеня, Св. Анни 2-го ступеня.

## Життєпис
Закінчив 1-у московську гімназію, 1868 року — Московський університет, математичне відділення, там і працював позаштатним лаборантом при фізичній лабораторії. 1871 відряджений до Берліна, працював у Гельмгольца. В часі навчання у Німеччині розробив та запропонував метод вимірювання діелектричної проникності в змінних полях.
1875 року — магістр наук (дисертація «Експериментальне дослідження електричних коливань»).
З 1876 року — доктор фізичних наук (дисертація «Електромагнітні властивості розімкнутих струмів і діелектриків»), професор Київського університету.
З 1890 (по професору М. П. Авенаріусу) до 1903 року завідував кафедрою фізики Київського університету Св. Володимира; очолив першу в Україні кафедру теоретичної фізики. Очолював Київське фізико-математичне товариство.
Йому належать праці з термо- та електродинаміки (діелектрична проникність у змінних полях, пружність насиченої пари: закон Томсона-Шиллера), молекулярної фізики — близько 90 робіт. 1876 року експериментально довів принципи замкненості електричних струмів — тобто підтвердив гіпотезу Джеймса Максвелла про існування струмів зміщення.
З 1884 року — ординарний професор кафедри теоретичної фізики. Досліджував пружність насиченої пари, теоретично довів кривизни поверхні рідини як додаткової сили, змінюючої пружність (явище Томсона-Шиллера).
1900 року формулює принцип неможливості безперервного зниження або підвищення температури способом замкнутих адіабатичних процесів — 1909 року аналогічне формулювання зробив Костянтин Каратеодорі.
1901 року університет св. Володимира вдостоює його звання заслуженого професора.
В 1903—1905 роках — ректор Харківського практичного технологічного інституту, кафедру фізики очолив Косоногов Йосип Йосипович.
1905 року увійшов до складу Ради міністра народної освіти. В останні роки практично відійшов від роботи, більше займався громадською діяльністю.
Серед його робіт:
- «Індуктивні струми в розімкнених провідниках», «Праці Другого з'їзду природодослідників», 1869
- «Про взаємодію тіл, занурених в нестискувану рідину», «Університетські вісті», 1877
- «Деякі додатки механічної теорії тепла до зміни стану пружного тіла», «Журнал фізичного товариства», 1879
- «Теорія потенційної функції та огляд її застосувань щодо питань фізики», «Журнал фізичного товариства», 1884
- «Основи фізики», том число 1, 1884, Київ
- «Елементи вчення про електрику», 1885, Київ.